# Елин, Евгений Иванович
Евгений Иванович Елин (род. 8 мая 1962, Ленинград) — российский политический деятель. Вице-губернатор Санкт-Петербурга по экономическим вопросам с 23 января 2019 года по 28 февраля 2021 года. Кандидат экономических наук.
Заместитель Министра экономического развития Российской Федерации с 31 июля 2013 по 14 июля 2017. Исполняющий обязанности Министра экономического развития Российской Федерации с 15 по 30 ноября 2016.

## Биография
В 1985 году окончил Ленинградский политехнический институт им. Калинина.
В 1985−1990 годы работал на различных должностях в НИИ объединения «Электросила», Комитете ВЛКСМ ЛПЭО «Электросила», московском РК ВЛКСМ, Внешнеторговом объединении «Внешэнергомаш».
В 1991−1996 годы работал управляющим на Ленинградской фондовой бирже (с 1992 — ЗАО «Санкт-Петербургская Валютная Биржа»).
В 1996−2000 годы — генеральный директор ЗАО «Сбербанк Капитал», первый заместитель президента ОАО «Банк Санкт-Петербург».
В 2000−2004 годы — руководитель Департамента бюджетных кредитов и гарантий Министерства финансов Российской Федерации.
В 2004 году занимает должность генерального директора ООО «Строительная компания Бриз» (Санкт-Петербург). Затем работал первым заместителем генерального директора ОАО «Авиакомпания Сибирь» (Москва).
В июле 2007 года возглавил на 100 % принадлежащий городу «Технопарк Санкт-Петербурга», занимающийся строительством технопарка «Ингрия» стоимостью 30 млрд рублей.
В 2009 году перешёл на работу в Правительство Санкт-Петербурга председателем Комитета экономического развития, промышленной политики и торговли.
Не сработался с новым губернатором Георгием Полтавченко и в 2012 году перешёл в правительство Ленинградской области, где занял пост вице-губернатора и председателя Комитета финансов.
31 июля 2013 года назначен заместителем Министра экономического развития Российской Федерации. В ранге заместителя министра курировал работу трёх департаментов: государственных целевых программ и капитальных вложений, развития сектора экономики и развития контрактной системы.
2 апреля 2016 года назначен официальным представителем Правительства Российской Федерации при рассмотрении палатами Федерального Собрания Российской Федерации проекта федерального закона «О внесении изменений в некоторые законодательные акты Российской Федерации по вопросам закупок товаров, работ, услуг для обеспечения государственных и муниципальных нужд и нужд отдельных видов юридических лиц».
20 августа 2016 года назначен официальным представителем Правительства Российской Федерации при рассмотрении палатами Федерального Собрания Российской Федерации проекта федерального закона «О внесении изменений в Федеральный закон „О контрактной системе в сфере закупок товаров, работ, услуг для обеспечения государственных и муниципальных нужд“».
15 ноября 2016 года в связи с увольнением с должности Алексея Улюкаева (по утрате доверия) назначен врио Министра экономического развития Российской Федерации.
14 июля 2017 года освобожден от должности заместителя Министра экономического развития по собственному желанию.
В конце января 2019 года был утвержден вице-губернатором Санкт-Петербурга по экономике. 28 февраля 2021 года покинул пост.
1 марта 2021 года возглавил космическое направление S7 Group — компанию S7 Space.
По состоянию на 2023−2024 годы является председателем совета директоров S7 Group, одновременно возглавляя её дочернюю компанию «Технологии и моторы».